# دون كاري
دون كاري (بالإنجليزية: Don Carey)‏ ولد في 1987  م، و هو لاعب كرة قدم أمريكية من الولايات المتحدة، ولد في غراند رابيدز، يلعب كمُؤمن ‏.

## التعليم
تعلم في Booker T. Washington High School (Virginia) ‏.